# Missa pro defunctis per octo vocibus
La Missa pro defunctis per octo vocibus (Misa de difuntos, a ocho voces) es un réquiem compuesto en  por Francesco Cavalli, poco antes de su muerte, para su propio funeral. Es una obra para dos coros a cuatro voces, y bajo continuo. Es una de las obras sacras de Cavalli, quien era célebre como compositor de ópera, y cuya misa se considera una obra maestra con cualidades espirituales al mismo nivel que el Requiem de Mozart, según opinión del musicólogo austriaco August Ambros.

## Música
El réquiem se compone de dos coros a cuatro voces, en el estilo Estilo policoral veneciano de coros separados, y un sencillo bajo continuo, donde los dos coros se emplean de forma concertante. El compositor opone permanentemente a las partes intimistas de los solistas a dos, tres o cuatro voces a las construcciones masivas de ocho voces de todo el grupo.
La obra se mantiene fiel al Stile Antico cercano al estilo de Palestrina. Este último utilizaba a menudo los dos coros en imitación, y se reencuentra esta práctica en el Requiem, contrastando con los pasajes donde los dos coros están unidos, homofónicos, para señalar algunas frases importantes como Dies irae, Dona Eis, etc,..Lo cual no le impide al compositor a hacer pruebas de gran audacia armónica, que prefigura las innovaciones cromáticas de Antonio Lotti o Leonardo Leo.
Esta misa de réquiem es una de las primeras que no utiliza íncipit gregoriano al principio de cada pieza, como era la usanza hasta entonces para las misas del Renacimiento hay un tipo de entonación para el Introito y su versículo Te decet y para el Agnus Dei, pero breve y armonizada, en lugar de una entonación melódica tradicional. 
La misa no contiene más que siete partes, de las nueve partes posibles de un réquiem:
1. Introito
2. Kyrie Eleison
3. Dies Irae
4. Offertorium
5. Sanctus
6. Agnus Dei
7. Libera me

La pieza central de la obra es el Dies Irae que ocupa el solo más de un tercio de la misa, y es igualmente la parte donde el compositor ha desplegado todo su arte con, según Iain Fenlon, los ejemplos musicales de textos vigorosos y una sorprendente versatilidad de composición.
Chase observa algunas reminiscencias en esta parte de los madrigales del libro Guerre et amour (Guerra y amor) de Claudio Monteverdi del siglo XVII, particularmente en el ejemplo de las palabras martillo y agua.

## Historia
Francesco Cavalli fue Maestro de capilla de la Basílica de San Marcos de Venecia desde , hasta su muerte en . En , sintiendo aproximarse su muerte, escribió la Missa pro defunctis con las disposiciones testamentarias precisas para la organización y la interpretación de esta música. Su testamento estipulaba que su réquiem, que no tenía más acompañamiento que un simple bajo continuo, debía ser interpretado dos veces al año, una vez en la capilla ducal de la Basílica de San Marcos, y la otra en la Iglesia de San Lorenzo de Venecia.